# Čang Li-čchang
Čang Li-čchang (čínsky pchin-jinem Zhāng Lìchāng, znaky zjednodušené 张立昌, tradiční 張立昌; 16. července 1939 – 10. ledna 2008) je bývalý čínský komunistický politik, původně pracoval v ocelárně, od roku 1980 působil ve správě města Tchien-ťin, dlouhá léta jako náměstek starosty (1985–1993) a zástupce tajemníka tchienťinského městského výboru KS Číny (1989–1997). Do vysokých politických funkcí postoupil v první polovině 90. let, kdy zaujal úřady starosty Tchien-ťinu (1993–1998) a tajemníka tchienťinského městského výboru KS Číny (1997–2007). Současně působil i ve vedení Komunistické strany Číny jako kandidát (1985–1992) a člen (1992–2007) ústředního výboru a člen politbyra (2002–2007).

## Život
Čang Li-čchang se narodil 29. října 1944 v okresu Nan-pchi v provincii Che-pej. Roku 1960 absolvoval Tchienťinskou metalurgickou průmyslovou školu, poté pracoval v Tchienťinské továrně na bezešvé trubky, angažoval se ve svazu mládeže a roku 1966 vstoupil do Komunistické strany Číny. To již byl náměstkem ředitele továrny. Během kulturní revoluce se načas vrátil k manuální práci, od roku 1968 se vrátil na střední řídící pozice v továrně, od roku 1972 továrnu vedl.
Roku 1980, v rámci politiky omlazení a zkvalitnění řídících kádrů, přešel do tchienťinské administrativy, zprvu na místo zástupce předsedy výboru pro hutní průmysl, od roku 1983 předsedy výboru. V letech 1985–1993 byl místostarostou Tchien-ťinu, s odpovědností za průmysl a ekonomiku. Při reorganizaci stranického vedení v září 1985 byl přijat mezi kandidáty ústředního výboru KS Číny (znovuzvolen 1987). Při práci vystudoval ekonomiku na Pekingské korespondenční ekonomické univerzitě (odpovídalo bakalářskému vzdělání). Od roku 1989 současně působil jako zástupce tajemníka tchienťinského městského výboru KS Číny. Na XIV. sjezdu KS Číny v říjnu 1992 byl zvolen členem ústředního výboru (znovuzvolen 1997 a 2002).
V červnu 1993 povýšil na starostu Tchien-ťinu (do května 1998), od srpna 1997 vykonával funkci tajemníka tchienťinského městského výboru KS Číny. Na XVI. sjezdu KS Číny v listopadu 2002 byl zvolen členem politbyra.
V letech 2006–2007 Tchien-ťin postihlo několik celostátně sledovaných korupčních kauz, jedna z nich skončila trestem smrti pro tchienťinského generálního prokurátora Li Pao-ťina, v další byl zapleten předseda tchienťinského městského výboru Čínského lidového politického poradního shromáždění Sung Pching-šun. V březnu 2007 proto Čang Li-čchanga v čele tchienťinské stranické organizace nahradil Čang Kao-li. Čang Li-čchang náhradou dostal nevýznamné místo zástupce vedoucího vedoucí skupiny Státní rady pro revitalizaci starých průmyslových základen na severovýchodě. Na XVII. sjezdu KS Číny v říjnu 2007 již nekandidoval do vedení strany pro vysoký věk.
Zemřel v Tchien-ťinu 10. ledna 2008 v důsledku nemoci.